# Aspalathus gerrardii
Aspalathus gerrardii là một loài thực vật có hoa trong họ Đậu. Loài này được Bolus miêu tả khoa học đầu tiên.